# Liptovské Vlachy
Liptovské Vlachy – przystanek kolejowy we wsi Vlachy w kraju żylińskim na linii kolejowej nr 180 na Słowacji.